# 三角哲生
三角 哲生（みすみ てつお、1926年（大正15年）7月19日 - 2016年（平成28年）4月15日）は、日本の官僚。元文部事務次官。

## 来歴
旧制東京高等学校、東京大学法学部卒業後、文部省に入省した。文部省大臣官房会計課長、大学局審議官を経て、1977年（昭和52年）管理局長、1980年（昭和55年）初等中等教育局長に就任した。1982年（昭和57年）、文部事務次官に就任した。
1983年（昭和58年）に退官後は、1983年（昭和58年）日本育英会理事長、1990年（平成2年）国立西洋美術館長、1992年（平成4年）ユネスコアジア文化センター理事長、2003年（平成15年）新国立劇場運営財団理事長を歴任した。
また、この他に日本放送協会学園高等学校（現在のNHK学園高等学校）校長、二階堂学園理事長等も務めた。
2000年（平成12年）の秋の叙勲で勲二等旭日重光章を受章した。
2016年4月15日に死去した。89歳没。叙正四位。

## 略歴
- 東京大学法学部政治学科卒業[5]
- 1949年（昭和24年）- 文部省入省[5]
- 1960年（昭和35年）1月16日 - 日本ユネスコ国内委員会事務局調査課長
- 1961年（昭和36年）5月1日 - 文部省社会教育局社会教育施設主任官
- 1962年（昭和37年）4月1日 - 文部省社会教育局青少年教育課長
- 1964年（昭和39年）7月1日 - 文部省調査局国際文化課長
- 1966年（昭和41年）5月1日 - 文部省文化局国際文化課長
- 1967年（昭和42年）6月16日 - 文部省大学学術局国際学術課長
- 1968年（昭和43年）6月15日 - 文部省大学学術局学術課長
- 1969年（昭和44年）7月1日 - 文部省管理局振興課長
- 1972年（昭和47年）5月1日 - 文部省大臣官房会計課長
- 1974年（昭和49年）6月18日 - 文部省大学局審議官
- 1977年（昭和52年）9月20日 - 文部省管理局長
- 1980年（昭和55年）6月6日 - 文部省初等中等教育局長
- 1982年（昭和57年）7月9日 - 文部事務次官
- 1983年（昭和58年）7月5日 - 辞職
- 1983年（昭和58年）8月1日 - 日本育英会理事長
- 1986年（昭和61年）8月1日 - 同再任
- 1990年（平成2年）4月1日 - 国立西洋美術館長
- 1992年（平成4年）3月31日 - 辞職
- 1992年（平成4年）6月 - 日本放送協会学園高等学校長
- 1992年（平成4年） - 財団法人ユネスコアジア文化センター理事長
- 2000年（平成12年）- 11月3日 叙勲二等授旭日重光章
- 2003年（平成15年） - 財団法人新国立劇場運営財団理事長

## 著書
- 『新訂 学校法人会計基準詳説』（編著、第一法規出版、1980年）
- 『社会教育委員必携 昭和44年度版』（福原匡彦と共編著、全日本社会教育連合会、1969年）